# Battaglia di Krabbendam
La battaglia di Krabbendam, altrimenti nota come battaglia di Zyper-Sluis, ebbe luogo il 10 settembre 1799 e vide lo scontro tra l'esercito franco-batave, guidato dai generali Guillaume Marie-Anne Brune e Herman Willem Daendels, e il corpo di spedizione inglese guidato da Ralph Abercomby. Dopo lo sbarco delle forze inglesi in agosto, i repubblicani tentarono di cacciare le esigue forze d'invasione prima dell'arrivo del resto delle forze della coalizione, fallendo nell'impresa. Pochi giorni dopo, i russi ed il duca di York arrivarono in Olanda. 

## Contesto storico

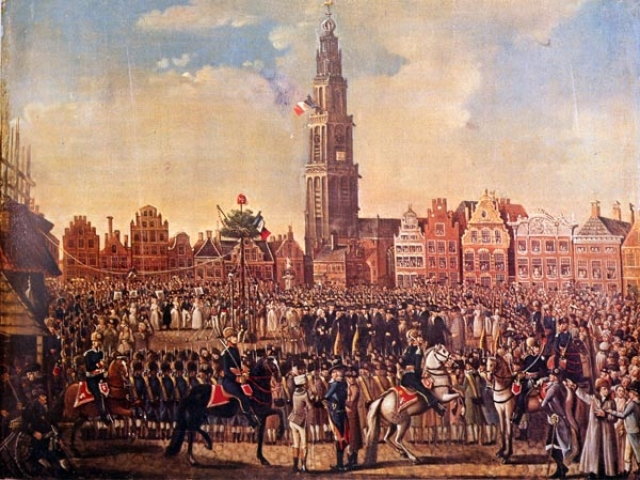
Erezione dell'albero della libertà a Groningen nel 1795

Verso la fine del Settecento, gli ideali rivoluzionari portati avanti dai francesi avevano trascinato l'intera Europa in un lungo periodo di conflitti, che vedevano coinvolte tutte le grandi potenze europee. Dopo l'abolizione della monarchia, nel 1792, la Francia, adesso una repubblica, si era impegnata a difendersi dall'aggressione delle potenze conservatrici, intente a riportare in auge il vecchio regime monarchico. Dopo un breve periodo iniziale di risultati alterni, l'esercito francese dimostrò la propria superiorità, inanellando una buona serie di successi. Una di queste armate, quella del generale Pichegru, riuscì a conquistare l'Olanda nel 1795, cacciando lo statolder e instaurando una nuova repubblica. 
Dopo il trattato di Campo Formio, la situazione rimase relativamente stabile per quasi un paio d'anni, prima che nei primi mesi del 1799 il Direttorio, venuto a sapere della rinnovata intesa tra le principali monarchie europee, dichiarasse guerra all'Austria e desse nuovamente inizio ad una nuova guerra. Le vittorie francesi dell'ultimo periodo bellico non furono ripetute e presto la guerra si trasformò in una lotta per la salvezza stessa della repubblica. 

## Antefatti
Ad agosto 1799, le forze coalizzate sembravano essere sul punto di rovesciare definitivamente gli eserciti repubblicani: l'Armata d'Oriente e Bonaparte erano rimasti isolati in Africa, le armate del Reno e d'Helvetia erano tenute in scacco dalle forze dell'arciduca Carlo e del generale Korsakov mentre Suvorov stava compiendo una brillante campagna in Italia ed era intenzionato ad invadere la Provenza a breve. In questo frangente, gli interessi politici e le invidie tra le potenze alleate entrarono in scena, minando la collaborazione che aveva garantito numerosi successi alle loro armate.
Con la Francia che sembrava sull'orlo del crollo, le ambizioni politiche e le reciproche diffidenze cominciarono ad emergere tra i membri della coalizione. Il ministero di guerra inglese formulò un nuovo piano d'azione per la seconda parte del 1799: von Melas avrebbe preso il comando in Italia mentre Suvorov si sarebbe recato in Svizzera, riunendosi con le forze di Korsakov, l'arciduca Carlo si sarebbe spostato più a nord lungo il Reno ed infine una spedizione congiunta anglo-russa avrebbe invaso l'Olanda, neutralizzando la flotta olandese e contribuendo ad assottigliare ulteriormente le già impegnate forze repubblicane. In conformità con questo piano, nell'agosto del 1799 vennero preparati 20000 soldati inglesi sulle coste del Kent ed altri 15000 russi si sarebbero uniti a loro a destinazione. La speranza degli alleati era che, con un tale assembramento di forze, gli olandesi si sarebbero ribellati al regime repubblicano ed avrebbero ripristinato la posizione dello stadtholder. Il comando di tutta l'operazione sarebbe stato affidato al duca di York.

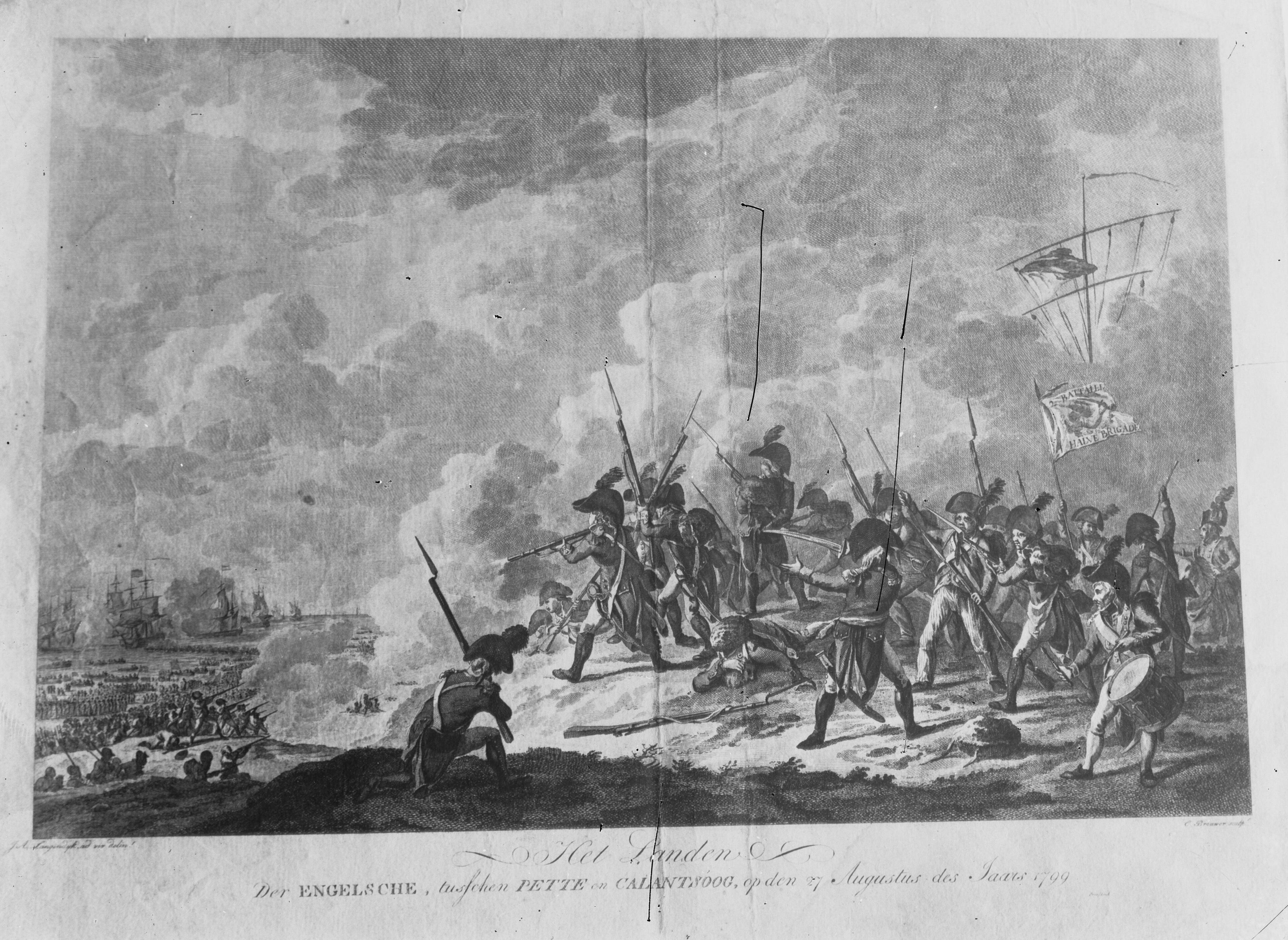
Sbarco degli inglesi a Callantsoog

Lo sbarco avvenne in più fasi. Una prima avanguardia inglese attraccò a Callantsoog già il 22 agosto, ma fu costretta a riprendere il mare a causa delle pessime condizioni meteorologiche che rendevano lo sbarco molto pericoloso. Placatasi la tempesta, tra il 26 ed il 27 agosto le prime truppe inglesi, sotto il comando del generale Abecromby, furono fatte sbarcare, creando una testa di ponte per l'arrivo di altre forze coalizzate. I batavi di Daendels e le truppe francesi in loco non riuscirono a fermare l'operazione e vennero respinti. Gli inglesi occuparono quindi la sottile striscia che collegava Callantsoog a Den Helder, la punta più settentrionale della penisola. Qualche giorno dopo, la flotta olandese si ammutinò e si consegnò alle forze della coalizione. Con le forze della marina inglese adesso padrone del mare del Nord, i repubblicani non potevano più contrastare le forze coalizzate in arrivo via mare. L'unica opzione rimasta per stroncare sul nascere il tentativo di invasione era di cacciare le forze inglesi recentemente sbarcate e liberare la penisola prima dell'arrivo di ulteriori rinforzi.

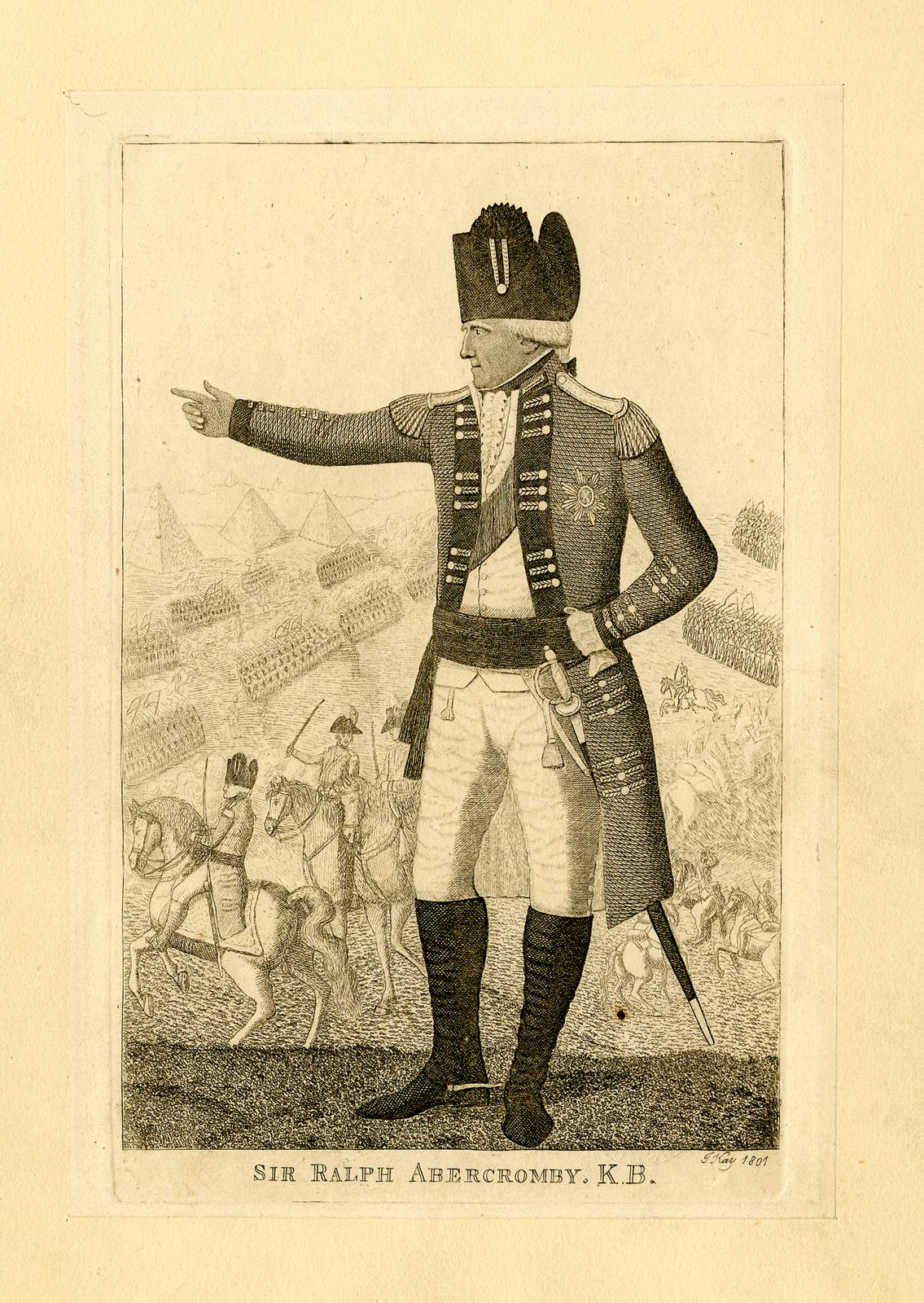
Il generale Ralph Abercomby

Ad ogni modo, con lo Zuiderzee invaso dalla flotta inglese, Daendels giudicò opportuno concedere qualche chilometro alle forze inglesi pur di avere il fianco destro in sicurezza, portando le sue truppe tra Hoorn ed Alkmaar. Brune giunse a rinforzo nei giorni seguenti dopo aver raccolto gli uomini di Dumonceau dalle province orientali, concentrando tutte le sue truppe dinnanzi ad Alkmaar. Le forze disponibili per i due generali, al momento, si attestavano sulle 20000 unità. Inoltre, la guardia nazionale era stata posta a protezione della città di Amsterdam, liberando la guarnigione da tale compito. Come ulteriore misura di protezione della capitale batava, una flottiglia di cannoniere era stata posta a protezione del Pampus, il canale che collegava la città allo Zuiderzee, oltre all'allestimento di alcune batterie di cannoni.
Le forze repubblicane erano inizialmente concentrate in una zona chiamata Zyp, un'antica palude che collegava lo Zuiderzee al mare del Nord, prosciugata e resa coltivabile dagli olandesi nei secoli precedenti, composta da una griglia di canali, a forma di scacchiera, protetti da argini piuttosto alti e ripidi. Dopo la manovra di Daendels, quella stessa zona fu occupata dagli inglesi. Abercromby, deciso a non fare alcuna mossa prima dell'arrivo del contingente russo e del secondo gruppo di forze inglesi, che era previsto arrivassero nel giro di qualche giorno, si limitò a rafforzare la propria posizione, fortificando con cura Petten e Oudeslouis, dove si trovavano le sue ali, ed occupando con degli avamposti Schagen e Krabbendam.

## La battaglia

Mappa dell'Olanda ai tempi dell'invasione

Brune fece coprire la stretta fascia tra Alkmaar ed il mare da 7000 francesi al comando di Vandamme, aspettando l'arrivo di Dumonceau e dei suoi 6000 uomini, poi piazzati a Koedijk, al centro dello schieramento. Le forze di cui disponeva il generale francese ammontavano a circa 21000 uomini ed era difficile pensare che sarebbero stati sufficienti a scalzare gli inglesi da una posizione difensiva piuttosto forte come quella dello Zyp. Certo era che, se fossero riusciti a trovare un successo, Abercromby non avrebbe avuto scelta se non ritornare laddove era sbarcato, garantendo ai repubblicani un grosso vantaggio e mettendo i coalizzati in una posizione piuttosto scomoda. D'altra parte, perdere non avrebbe portato a nessuno svantaggio per i franco-batavi.
Daendels, che formava la destra, ricevette l'ordine di riunire la sua divisione davanti a San Pancrazio, di seguire il Lange-Dijk e di impossessarsi di Ennigenburg. Dumonceau fu incaricato di marciare, da Schoorldam su Krabbendam, per prendere il ponte di questo villaggio e attaccare così il punto di inizio delle trincee nemiche. Il compito della divisione francese che teneva la sinistra era il più difficile: doveva passare attraverso Schoorl, impadronirsi di Groet Keeten e Kamperduin e penetrare fino a Petten, dopo aver scacciato il nemico da Sand-Dijk e Slaper-Dijk. Così attaccati dalla loro destra, la posizione degli inglesi non sarebbe stata più sostenibile se l'attacco francese avesse avuto successo e non avrebbero avuto altra risorsa se non ripiegare sulla posizione che avevano occupato il giorno dello sbarco.
Tutti i soldati dell'esercito gallo-batavo si misero in marcia il 10 settembre, all'alba. La divisione Vandamme, costeggiando le dune, fece propri gli avamposti inglesi e assaltò le due brigate di guardie che difendevano la testa della Grand-Dijk e lo Slaper-Dijk. Raggiunsero il canale che costeggiava la Grand-Dijk: riuscirono ad attraversarlo ma furono tutti uccisi o catturati. Dopo vari sforzi inutili che costarono la vita al generale David, Vandamme, preso di fianco dal fuoco di 4 navi accalcate vicino alla riva, si ritirò sulla strada per Alkmaar.

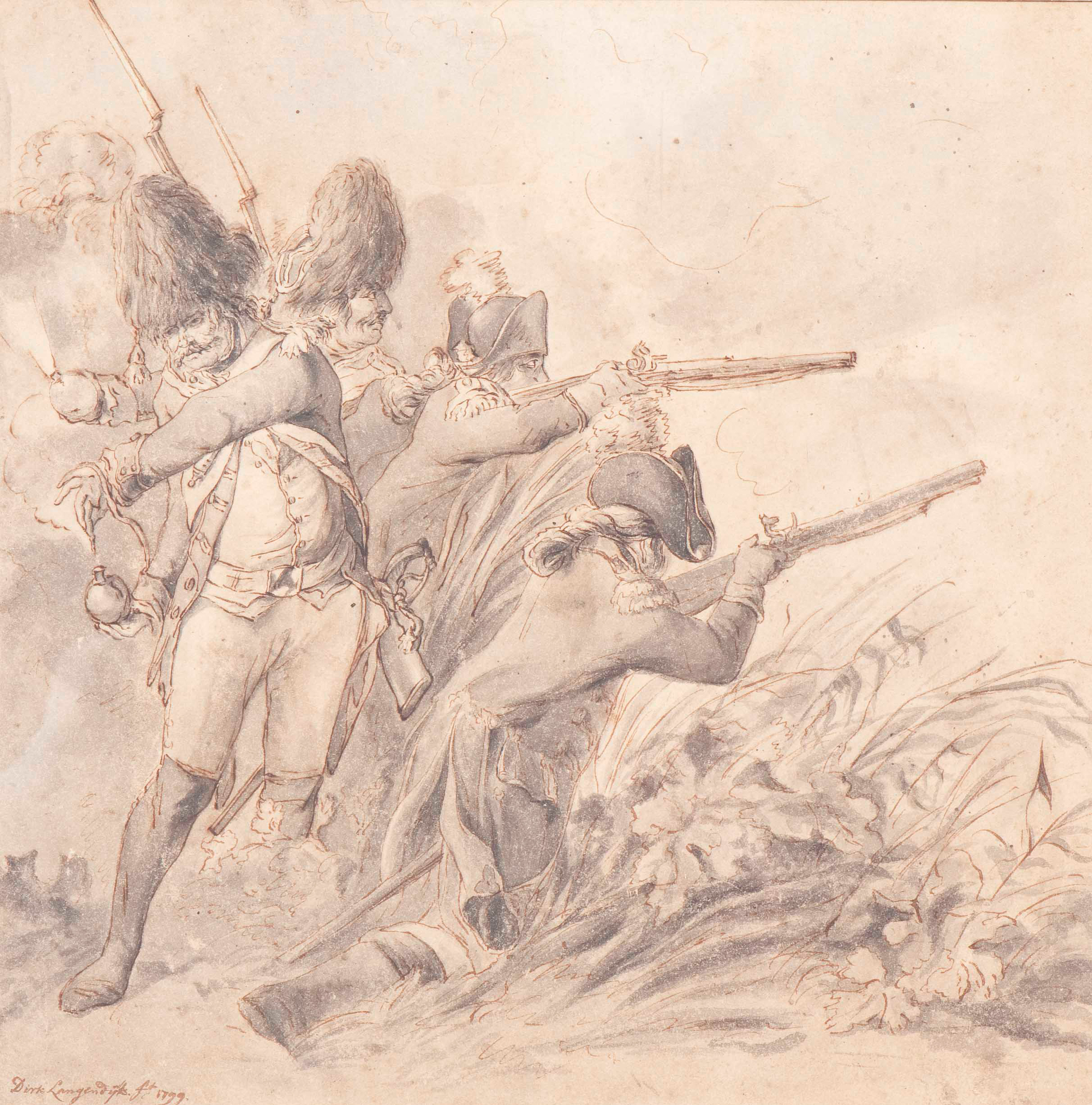
Forze coalizzate durante gli scontri a Bergen

L'impresa di Dumonceau contro Krabbendam incontrò diverse problematiche che la fecero fallire: la brigata Bruce non si mosse all'ora indicata, e quella del generale Bonhomme, diretta per errore sulla strada di Ennigenburg, incontrò la divisione Daendels che marciava per attaccare lungo il proprio cammino. Questo incidente causò un po' di confusione e Dumonceau, temendo di perdere tempo prezioso, decise di far attaccare Ennigenburg da Bonhomme e, prendendo un po' di fanteria da questo generale, si recò rapidamente a Krabbendam. Nonostante il fuoco d'artiglieria, appostata tra le strade del villaggio, Krabbendam fu strappato agli inglesi senza troppa difficoltà. I batavi provarono a penetrare nel sistema di trincee e ridotte degli inglesi, ma questi tentativi non ebbero frutto. Abercromby, che si trovava proprio lì, richiamò alcune truppe dalla sua sinistra e respinse gli olandesi su Schoorldam. Due battaglioni francesi, incaricati di supportare questo tentativo rimuovendo gli inglesi dal mulino di Krabbendam furono costretti a ritirarsi dopo aver completato con successo il proprio compito.
Daendels, dopo l'incidente dovuto all'errore di Dumonceau, si diresse verso St. Martens. Cominciò a fare qualche progresso, quando le difficoltà incontrate dalla brigata di Bonhomme a Ennigenburg lo costrinsero a correre in suo soccorso: radunò le truppe disperse e le preparò nuovamente all'attacco. Tornato alla propria posizione, tentò nuovamente di prendere St. Martens, ma nemmeno questo secondo tentativo fu più fortunato del precedente. Daendels, vedendosi minacciato alla sua destra da una colonna inglese uscente da Schagen, ripiegò sulla sua iniziale posizione di San Pancrazio. Un falso allarme, secondo il quale gli inglesi si stessero avvicinando, andando all'inseguimento dei batavi, fece ritirare le sue truppe dalla città alla fine della giornata.

## Conseguenze
Le perdite dei repubblicani furono consistenti: almeno 1000 tra feriti, prigionieri o caduti. Tra questi ultimi vi era il generale David. Le perdite inglesi, invece, furono relativamente contenute: tra i 100 ed i 200 uomini erano stati feriti o uccisi negli scontri.

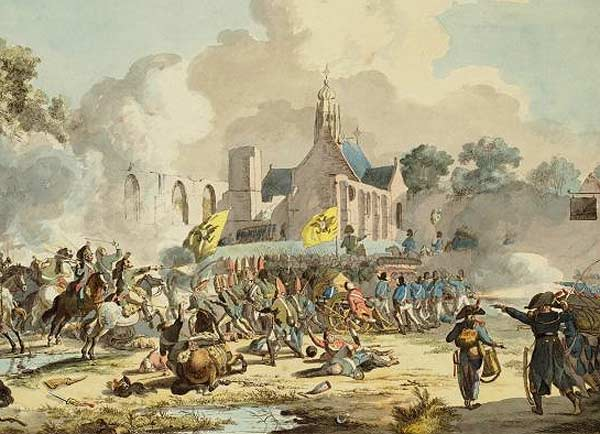
Scontri del 19 settembre 1799 a Bergen

Dopo la sconfitta, le forze repubblicane si ritirarono ad Alkmaar, mentre gli inglesi si preparavano ad accogliere il duca di York, che sarebbe arrivato il 13 settembre, ed i rinforzi promessi dalla Russia, che terminarono le operazioni di sbarco poco dopo. Abercromby, nel frattempo, era rimasto immobile, proseguendo con la stessa condotta assunta in precedenza. D'altra parte, Brune, visti i pessimi risultati, comprese che non sarebbe stato possibile sloggiare gli inglesi dalle loro posizioni. Pertanto, cercò di fortificare e rendere quanto più difficile possibile l'avanzata dei propri avversari: fece allagare alcuni polder, rovinare le strade e saltare vari ponti. Negli scontri successivi, sarebbero stati i repubblicani a doversi difendere.
Finalmente a capo di un esercito sufficientemente grande per passare all'attacco, le forze coalizzate prepararono un assalto generale alle posizioni repubblicane per il 19 settembre: la poca coordinazione tra le varie colonne favorì la causa dei franco-batavi, che ottennero dei buoni risultati a Bergen, riuscendo persino a catturare il generale Hermann, a capo delle truppe russe. La pessima prestazione influì sulla risolutezza del duca di York, che credeva non fosse possibile restare in Olanda settentrionale a lungo con un esercito così grande: dopo un paio di settimane di inattività, le forze coalizzate ingaggiarono nuovamente battaglia, stavolta travolgendo le forze repubblicane e costringendole ad arretrare.